# Cementerio municipal de Torrebaja
El cementerio municipal  de Torrebaja es el lugar de enterramientos de esta localidad, situada en el Rincón de Ademuz, provincia de Valencia, (Comunidad Valenciana, España).
Se ubica junto al «Parque Artesanal», mano izquierda de la CN-330-420, al noroeste de la población.

## Historia
El actual cementerio de Torrebaja es el tercero de los que se hallan documentados en la localidad: el primero era de fundación patronal y se hallaba junto al muro austral, lado del evangelio de la vieja iglesia parroquial, predecesora de la actual Iglesia de Parroquial de Santa Marina, derruida a finales de los años cuarenta (ca.1948-1949), a consecuencia de los daños sufridos en su estructura por los bombardeos padecidos por la población durante la Guerra Civil Española (1936-1939), y por los refugios antiaéreos construidos bajo la misma. El segundo cementerio estaba en la partida de «Santa Bárbara», al poniente de la población, vigente hasta la segunda década del siglo XX. 
Las gestiones para la construcción del moderno cementerio se iniciaron ante la Diputación Provincial de Valencia en 1918, siendo alcalde don Román Sánchez Garrido (1916-1920). El expediente comenzó con un acuerdo de Ayuntamiento, justificando la necesidad de la obra, incluyendo un certificado del Juez de Paz, que como encargado del Registro Civil debía aportar una memoria estadística en la que se reseñaban los difuntos habidos en la localidad entre 1908 y 1917, reseñándose por separado los adultos y párvulos.

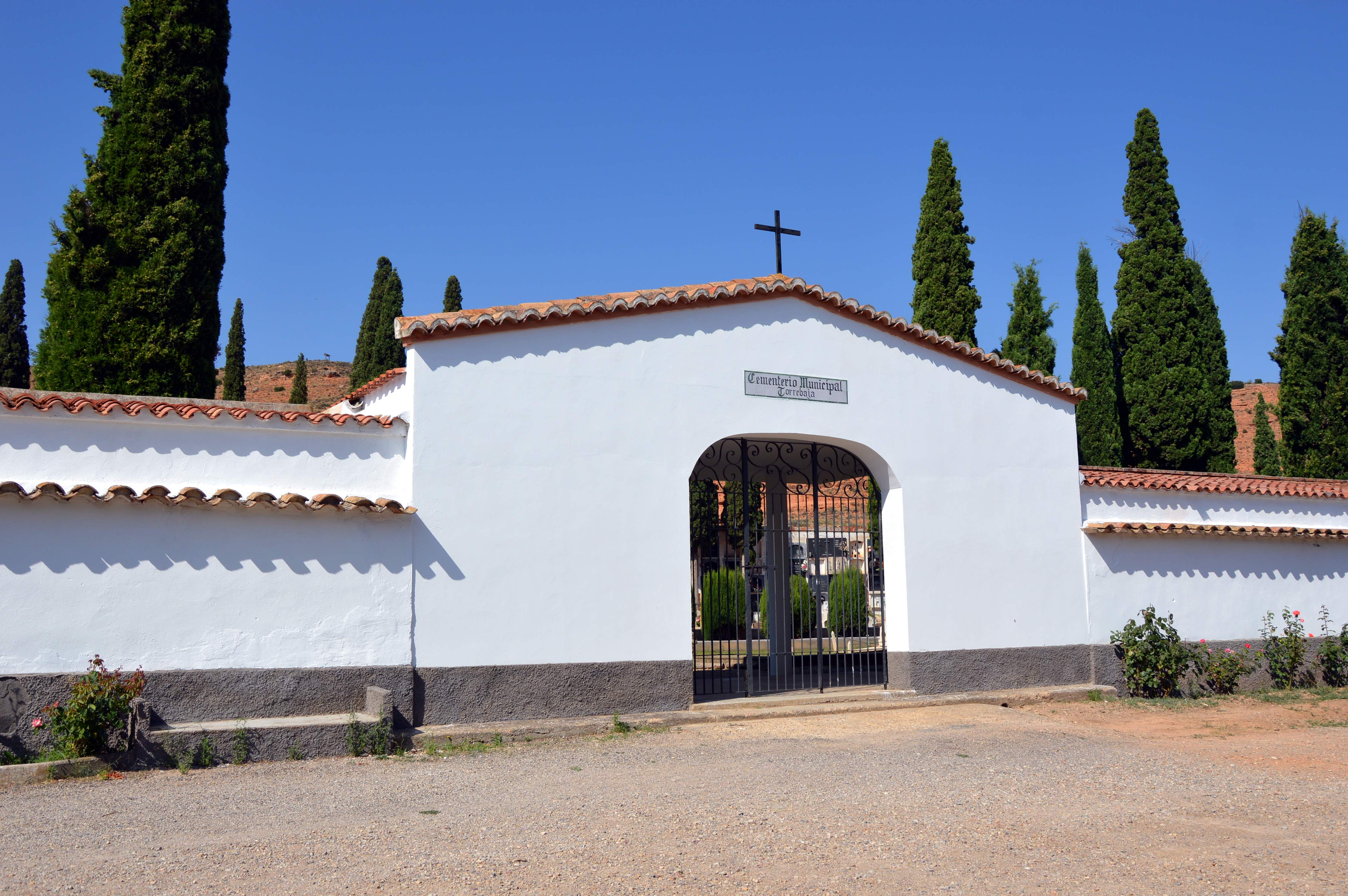
Vista frontal de la fachada principal (oriental) del cementerio municipal de Torrebaja (Valencia).

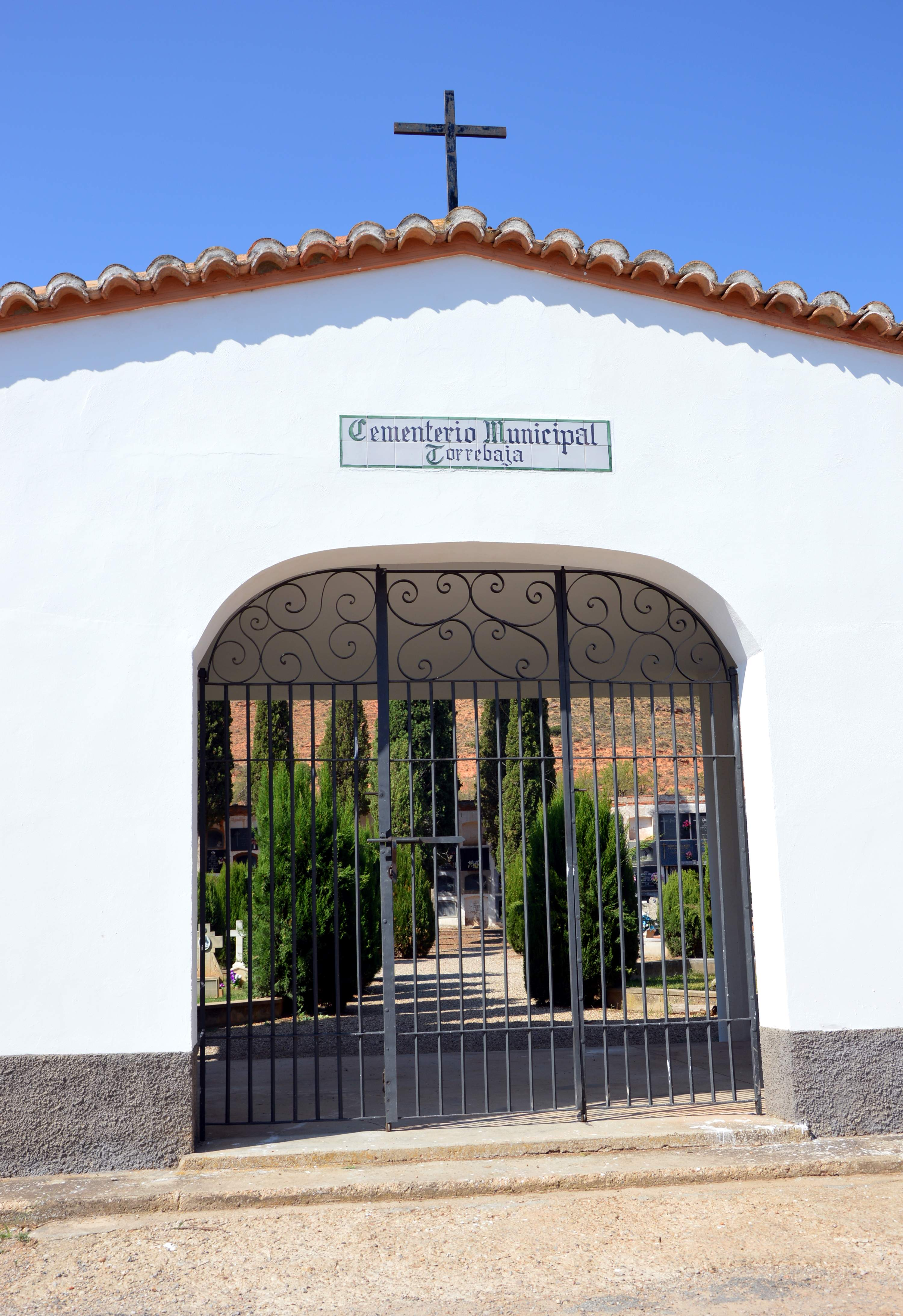
Detalle de la fachada principal (oriental) del cementerio municipal de Torrebaja (Valencia).

Para su emplazamiento, el Ayuntamiento adquirió diversas fincas en «Los Llanos», zona entonces perteneciente al término municipal de Castielfabib.
El primer enterramiento corresponde a Antonio Esparza Esparza, fallecido el 30 de abril de 1920, a los 83 años de su edad. En la misma lápida se conmemora la defunción de su esposa, Blasa Gómez Asensio, fallecida en 1887, a los 53 años de su edad, inhumada en el viejo cementerio de «Santa Bárbara». La lápida corresponde a una señalización de pared, aunque se halla junto a los primeros nichos.

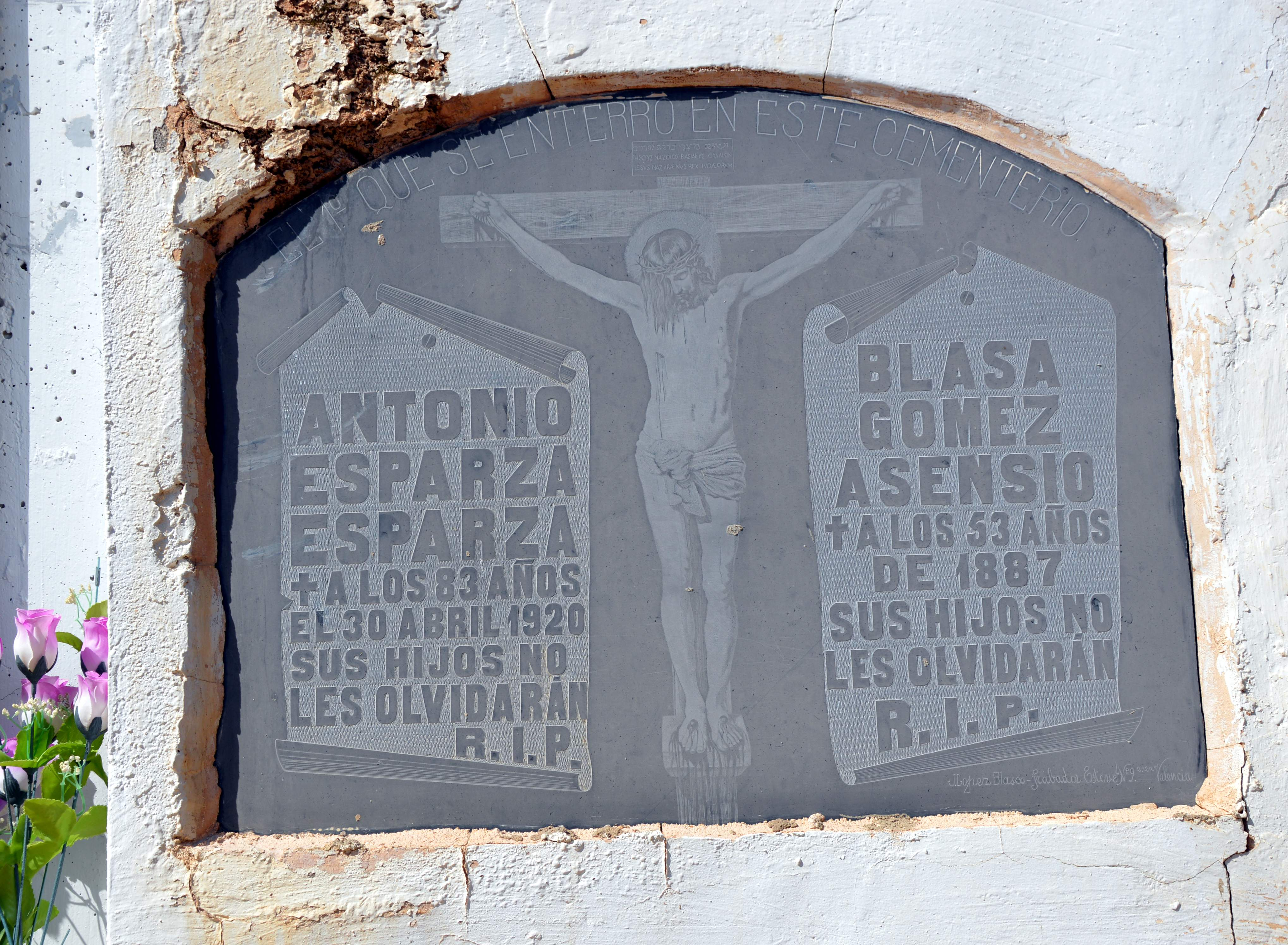
Detalle de señalización de pared en el cementerio municipal de Torrebaja (Valencia), correspondiente al primer enterramiento (1920).

El momento histórico de mayor actividad en el cementerio municipal de Torrebaja fue en la última Guerra Civil Española, en especial durante la denominada Batalla de Teruel (1937-1938) que produjo gran cantidad de heridos y muertos, procedentes en su mayor parte del Hospital de Sangre que hubo en la localidad. Cabe incluir aquí a los militares y civiles difuntos por causa de los bombardeos sufridos por la población a finales de 1938. La causa principal de los bombardeos era que en Torrebaja se halla el Estado Mayor del XIX Cuerpo de Ejército Republicano de Levante —su comandante fue el coronel don Joaquín Vidal Munárriz—, y a su hospital llegaban los heridos procedentes del frente de Teruel, además enfermos civiles locales y de los pueblos circundantes y refugiados. Existen múltiples testimonios acerca de la actividad del cementerio durante el periodo bélico:

«Al principio se sepultaban en zanjas dentro del cementerio, abiertas junto a las tapias norte y de levante; cuando aquellas se llenaron se abrió una gran fosa fuera (del recinto), contigua al muro norte: allí los cadáveres se enterraban cubriéndoles de cal y tierra conforme los iban trayendo. Se inhumaban deficientemente, como lo prueba el hecho de que los perros se acercaban a las fosas para roer las canillas de algún muerto que asomaba...».
Del paisaje, alma del Rincón de Ademuz, Alfredo Sánchez Garzón

Dice otro testimonio:

«Los camilleros (del Hospital de Sangre) los sacaban por detrás (del furgón) y los echaban a la fosa (a los muertos). Sí, con respeto, claro... Los cogían entre dos y los echaban al hoyo... Pero a veces no ponían mucho cuidado, porque llevaban varios muertos o se les hacía tarde. Los muertos iban envueltos en sábanas, no sé si llevarían ropa interior... Los iban echando y luego los tapaban con tierra».
Del paisaje, alma del Rincón de Ademuz, Alfredo Sánchez Garzón

El cementerio ha sufrido ampliaciones y reformas a lo largo de su existencia, en los años noventa del pasado siglo (1991-1995) se modificó la fachada principal construyendo un atrio interior. A principios del siglo actual (2003-2007) se amplió el recinto hacia poniente, ampliándose posteriormente hacia el norte, tirando el muro de tapial de ese lado, e incluyendo en el recinto cementerial la antigua fosa de la guerra civil.

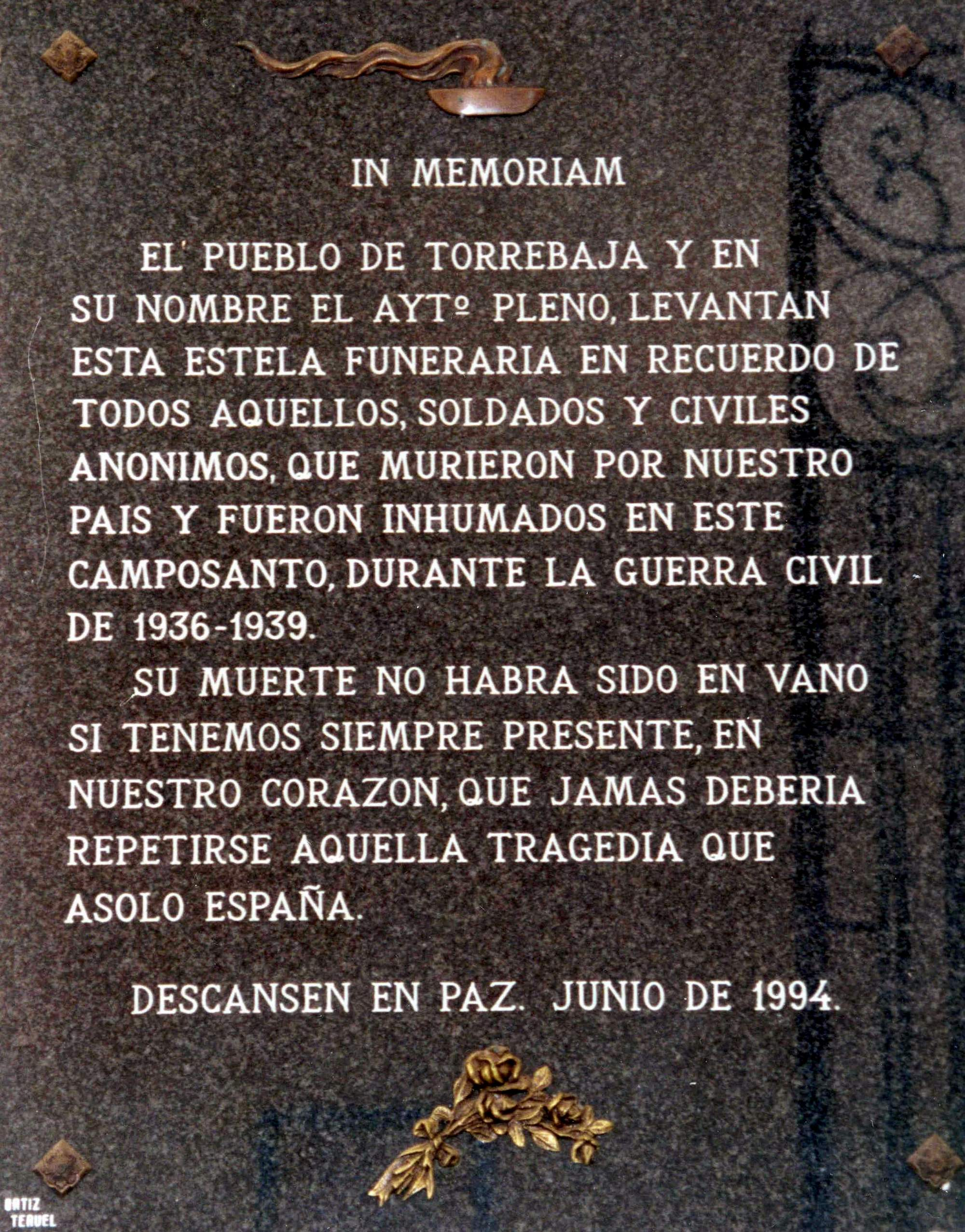
Detalle de lápida "In memoriam" de los inhumados en el cementerio municipal de Torrebaja (Valencia), durante la guerra civil (1936-39).

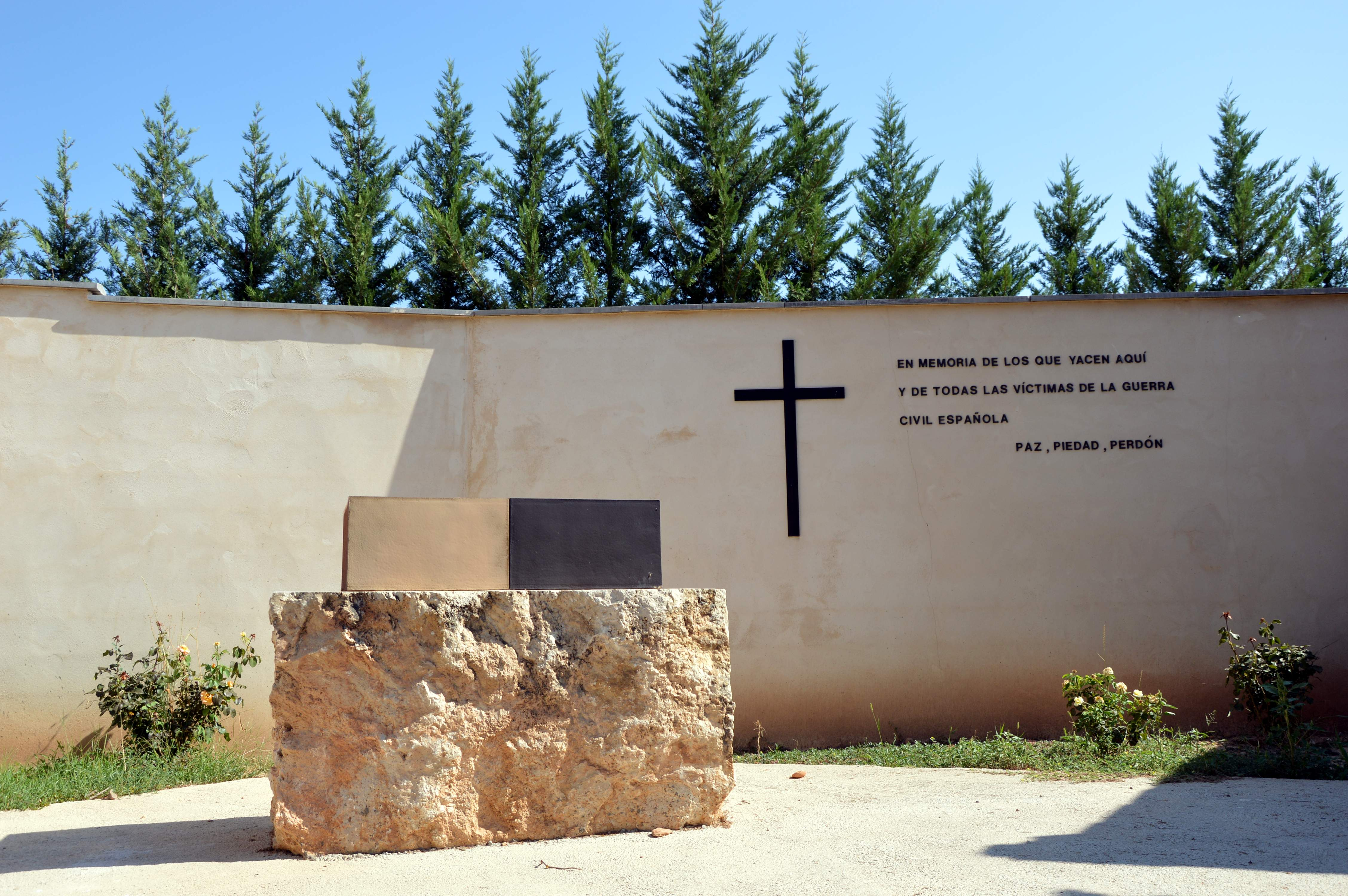
Detalle de monumento "In memoriam" de los inhumados en el cementerio municipal de Torrebaja (Valencia), correspondientes a la Guerra Civil (1936-39).

La memoria de la Guerra Civil Española y su vinculación con el Cementerio Municipal de Torrebaja ha estado siempre presente en la memoria ciudadana, prueba de ello fue una estela funeraria «In Memoriam» levantada por el Ayuntamiento Pleno en 1994, recordando a los difuntos inhumados en este cementerio durante la contienda, y un monumento donde estuvo la antigua fosa común. Frente al lugar de la escultura hay una emotiva inscripción: «EN MEMORIA DE LOS QUE YACEN AQUÍ/ Y DE TODAS LAS VÍCTIMAS DE LA GUERRA CIVIL ESPAÑOLA./ PAZ, PIEDAD, PERDÓN». Como es sabido, las tres últimas palabras de esta frase las dijo el que fuera Presidente de la II República Manuel Azaña (1880-1940) en su célebre discurso “de las tres P”: pronunciado por el estadista el 18 de julio de 1938 desde el balcón del Ayuntamiento de Barcelona.
Al presente, se desconoce el número y la identidad de la mayoría de los soldados inhumados en las fosas comunes abiertas dentro y fuera del cementerio durante el periodo bélico, ya que los libros de registro con la reseña de los difuntos procedentes del Hospital de Sangre local, que se hallaba bajo control del mando militar, desaparecieron o fueron destruidos tras la contienda.

## Descripción
El cementerio de Torrebaja es un recinto cuadrangular de tapias encaladas, con la entrada principal orientada al levante. La puerta es de hierro, con barrotes tipo verja, procedentes en parte del antiguo portón. Posee un amplio soportal cubierto, y su recinto interior se halla dividido en cuatro cuarteles merced a dos pasillos que se cruzan formando una cruz griega. Dichos cuarteles contienen las inhumaciones en tierra: el superior izquierda corresponde a los enterramientos de los años veinte, treinta y cuarenta, el superior derecha a los enterramientos de los años cuarenta, cincuenta y sesenta, el inferior izquierda alberga los enterramientos de los años sesenta y setenta. El cuartel inferior derecha se destinó exclusivamente a los enterramientos de párvulos. 
Los muros interiores del camposanto están rodeados de nichos, los primeros se hallan al fondo izquierda, frente al cuartel superior izquierda, y corresponden a los años veinte y treinta del siglo XX. Los nichos han ido construyéndose en ese sentido, de izquierda derecha, en la parte alta (occidental), y de derecha a izquierda en la parte baja (oriental), dejando libre la tapia norte, esto hasta la última remodelación, pues en la actualidad se han construido nuevos nichos en esa zona. En los años noventa comenzaron a construirse los nichos que cubren el muro septentrional, y han continuado por detrás de los primeros nichos, dejando un pasillo entre ambos. 
Posee un osario, una sala de autopsias y un almacén con los elementos propios del lugar, así como columbario para las urnas de los que han sido incinerados. Dispone también de agua corriente del abastecimiento público. Lo más característico del cementerio, sin embargo, son los cipreses (Cupressus sempervirens) que crecen en su interior, árboles de hoja perenne vinculados ya desde la antigüedad griega y romana a los recintos cementeriales, y a la espiritualidad, por su silueta alargada, que según creencia indicaba a las almas el camino del cielo. Está también el mito de Cipariso, de donde procede el nombre del ciprés, personaje que representa el dolor por la pérdida de los seres queridos.

## Galería

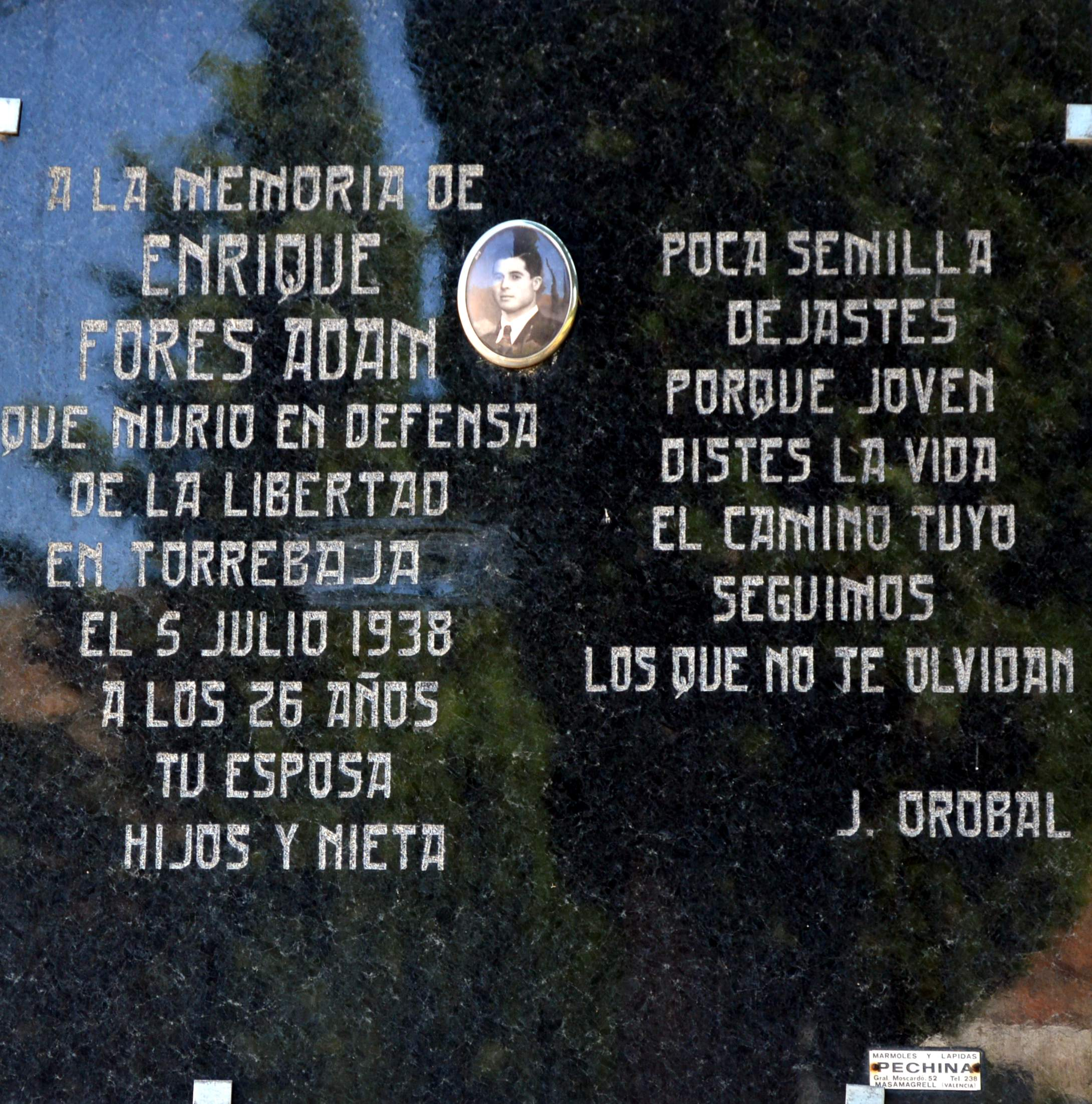
Detalle de señalización de pared en el cementerio municipal de Torrebaja, alusiva a la Guerra Civil Española (1936-39), 2016.
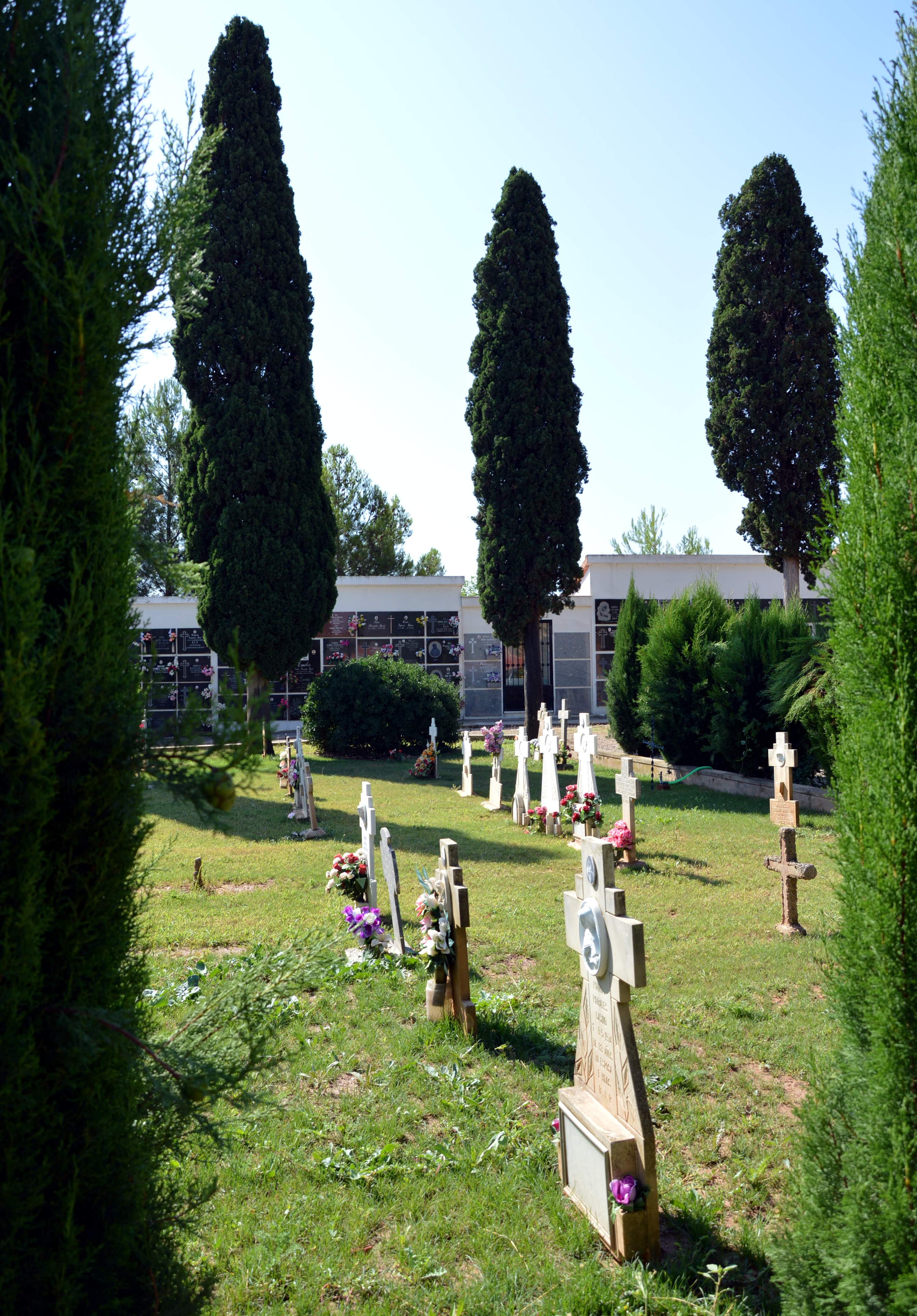
Vista interior del cementerio municipal de Torrebaja, con detalle de señalizaciones en tierra (2016).
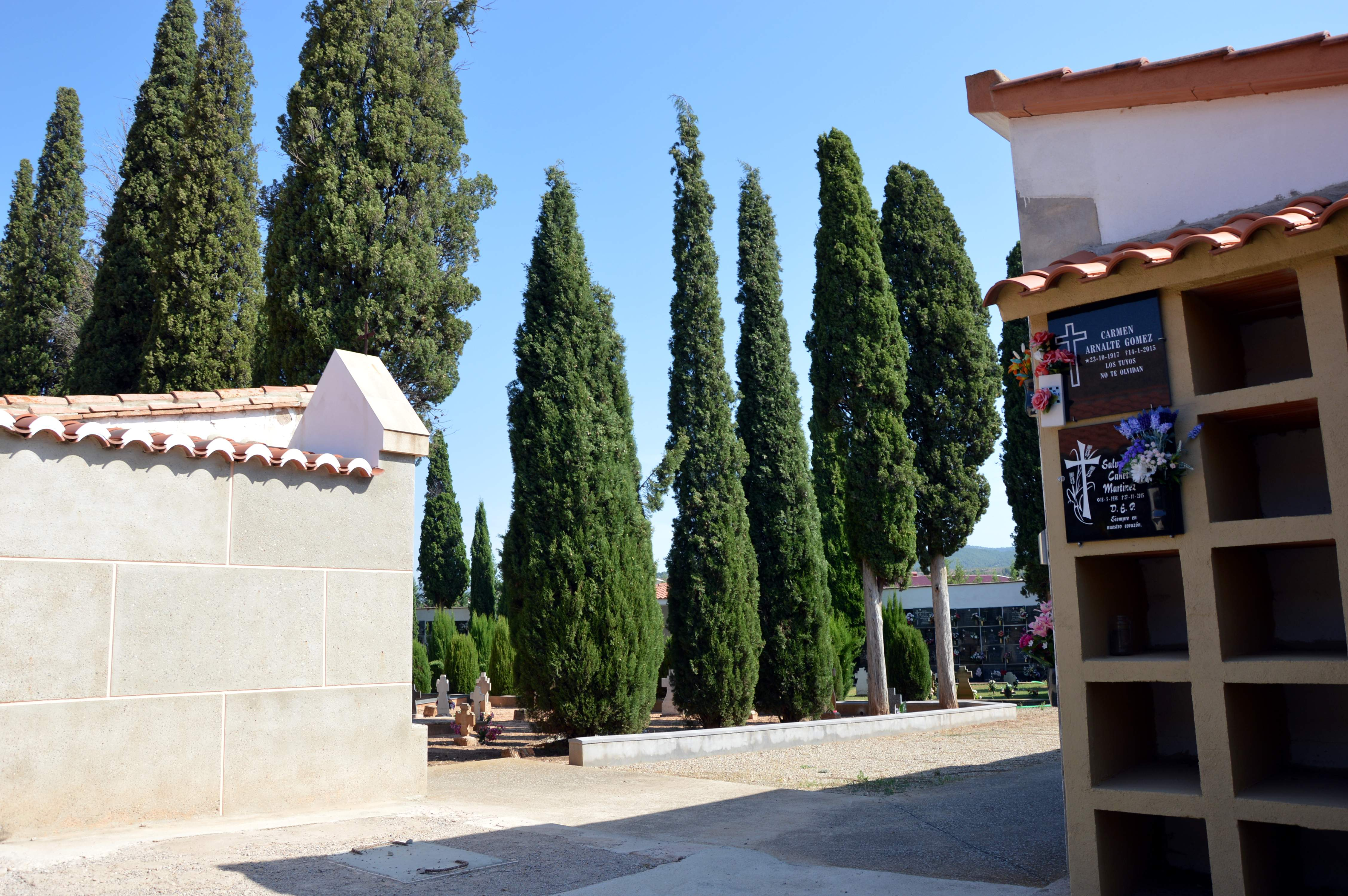
Vista interior del cementerio municipal de Torrebaja, con detalle del columbario (2016).
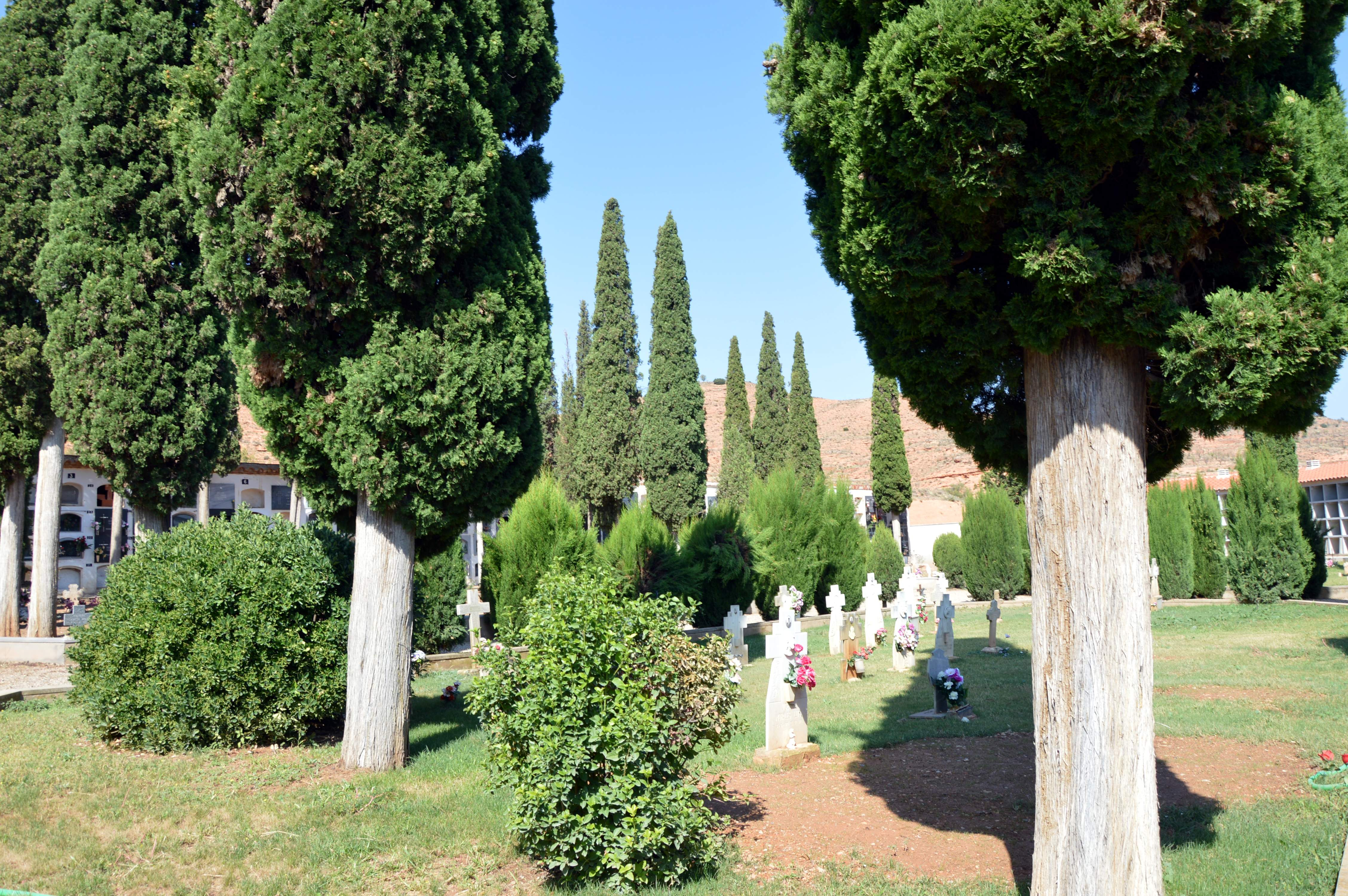
Vista interior del cementerio municipal de Torrebaja, con detalle de señalizaciones en tierra (2016).
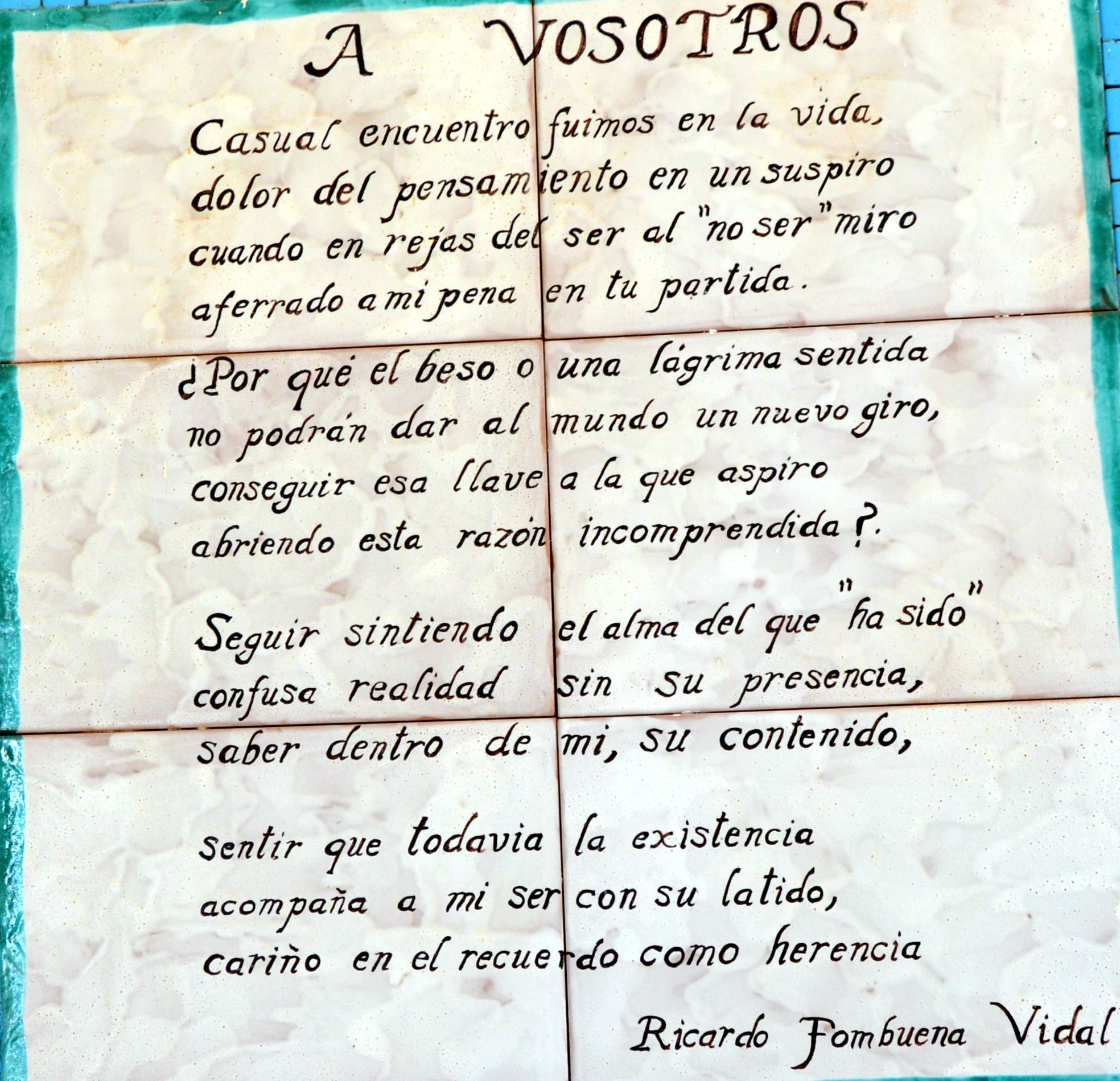
Detalle de plafón cerámico con soneto en el atrio interior del cementerio municipal de Torrebaja, obra de Ricardo Fombuena (2016).
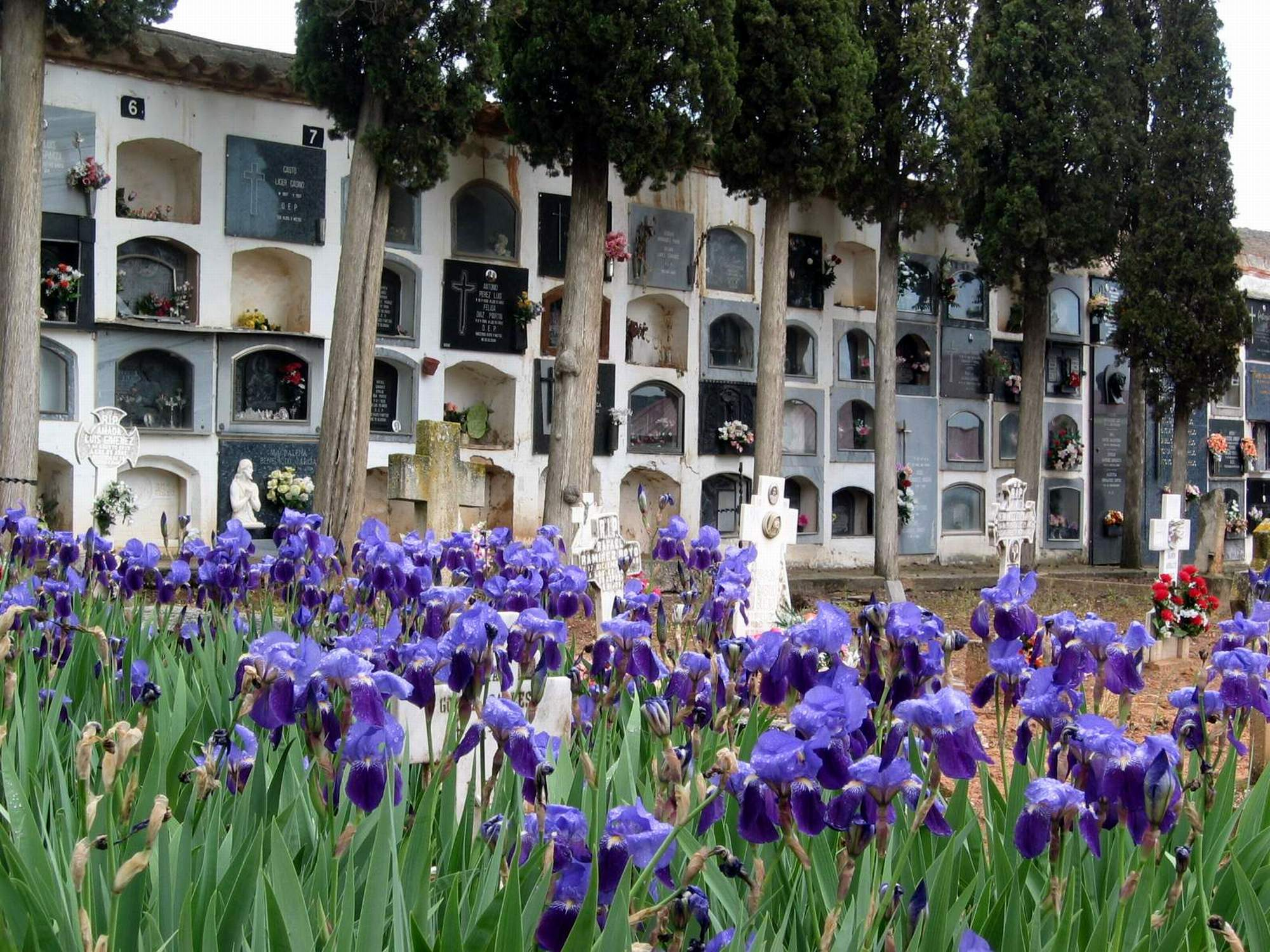
Vista interior del cementerio municipal de Torrebaja, con detalle de lirios en flor y nichos al fondo (2008).
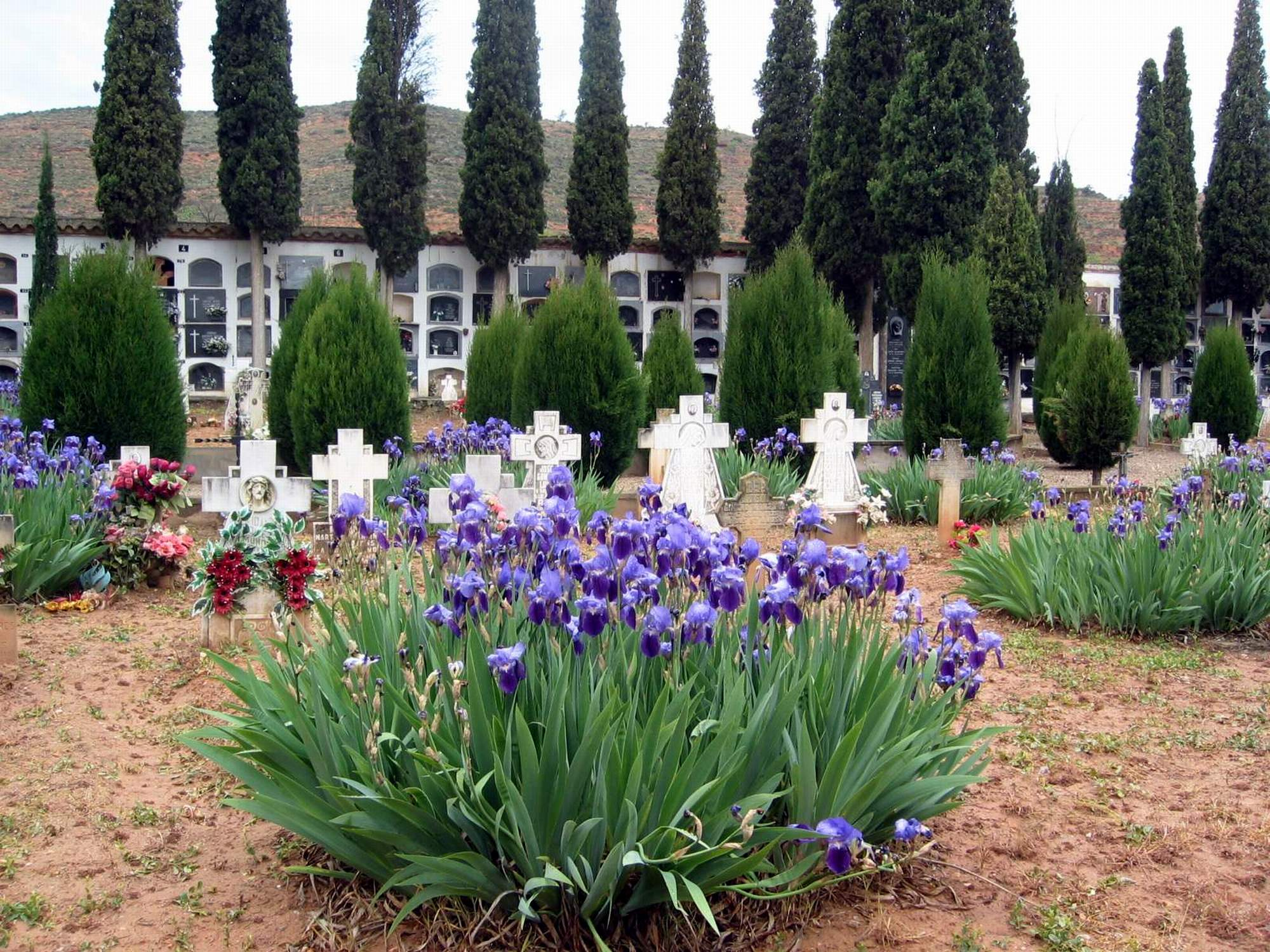
Vista interior del cementerio municipal de Torrebaja, con detalle de lirios en flor y señalizaciones en tierra (2008).
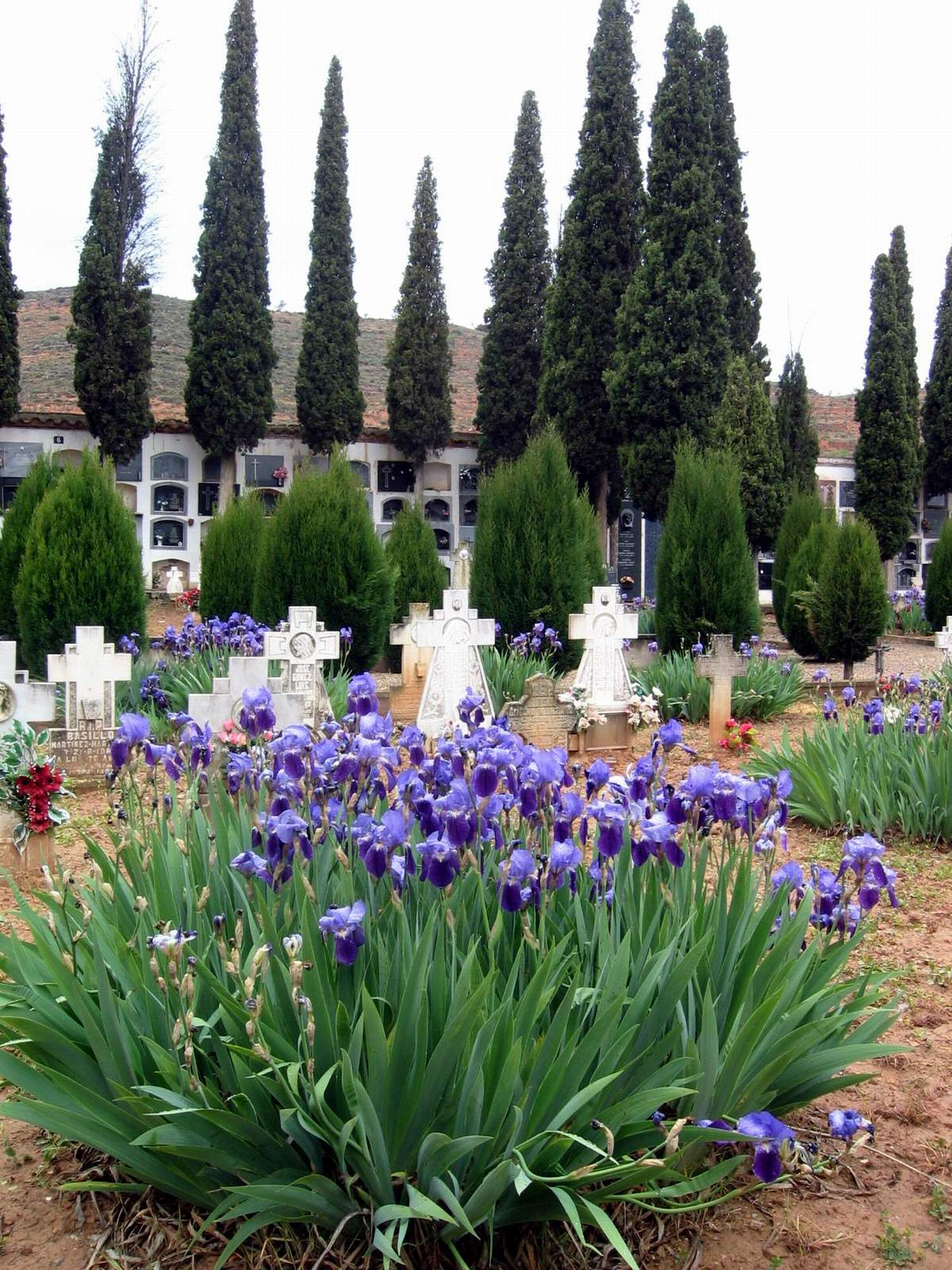
Vista interior del cementerio municipal de Torrebaja, con detalle de lirios en flor y señalizaciones en tierra (2008).
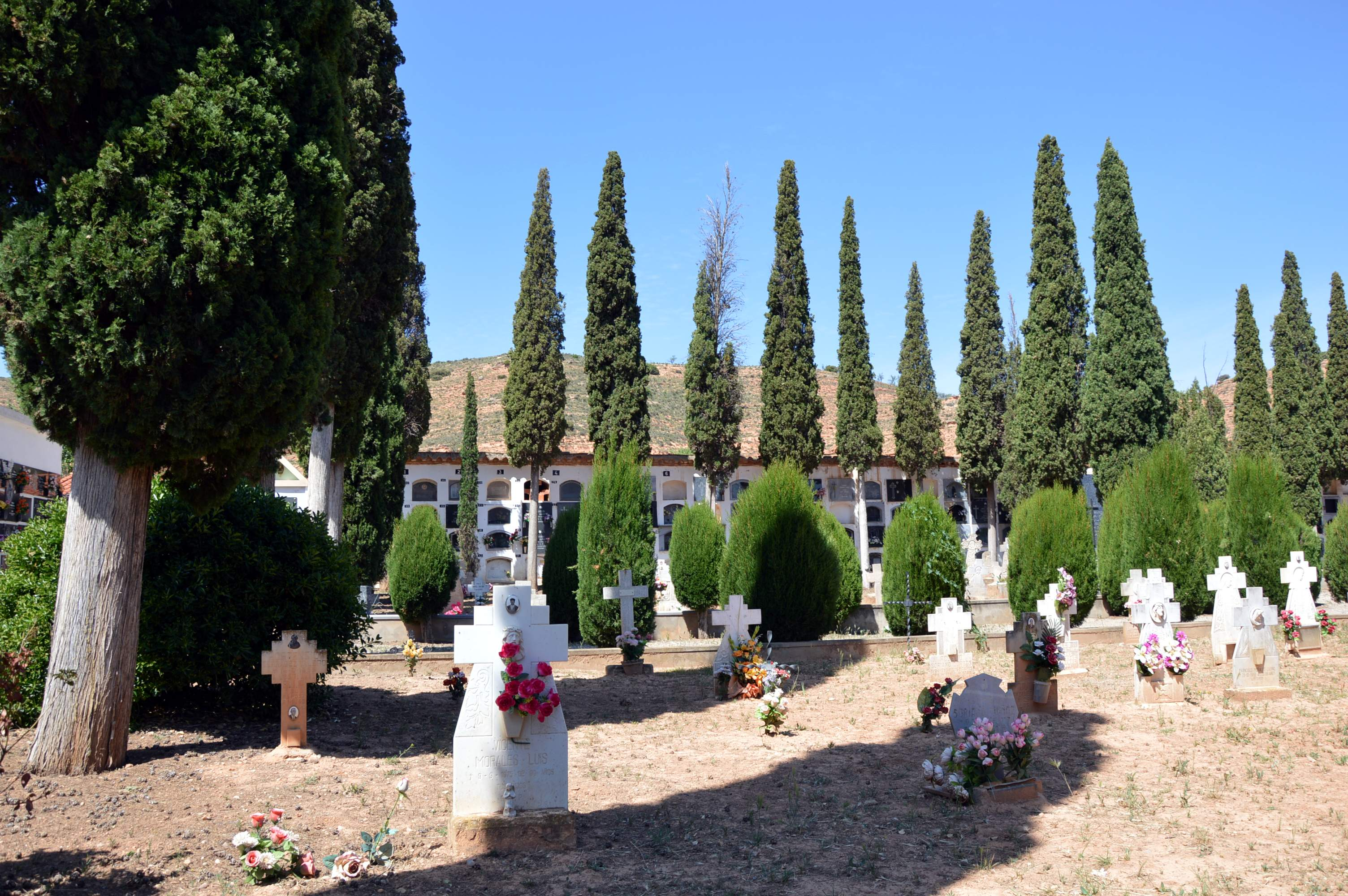
Vista interior del cementerio municipal de Torrebaja, con detalle de señalizaciones en tierra (2016).
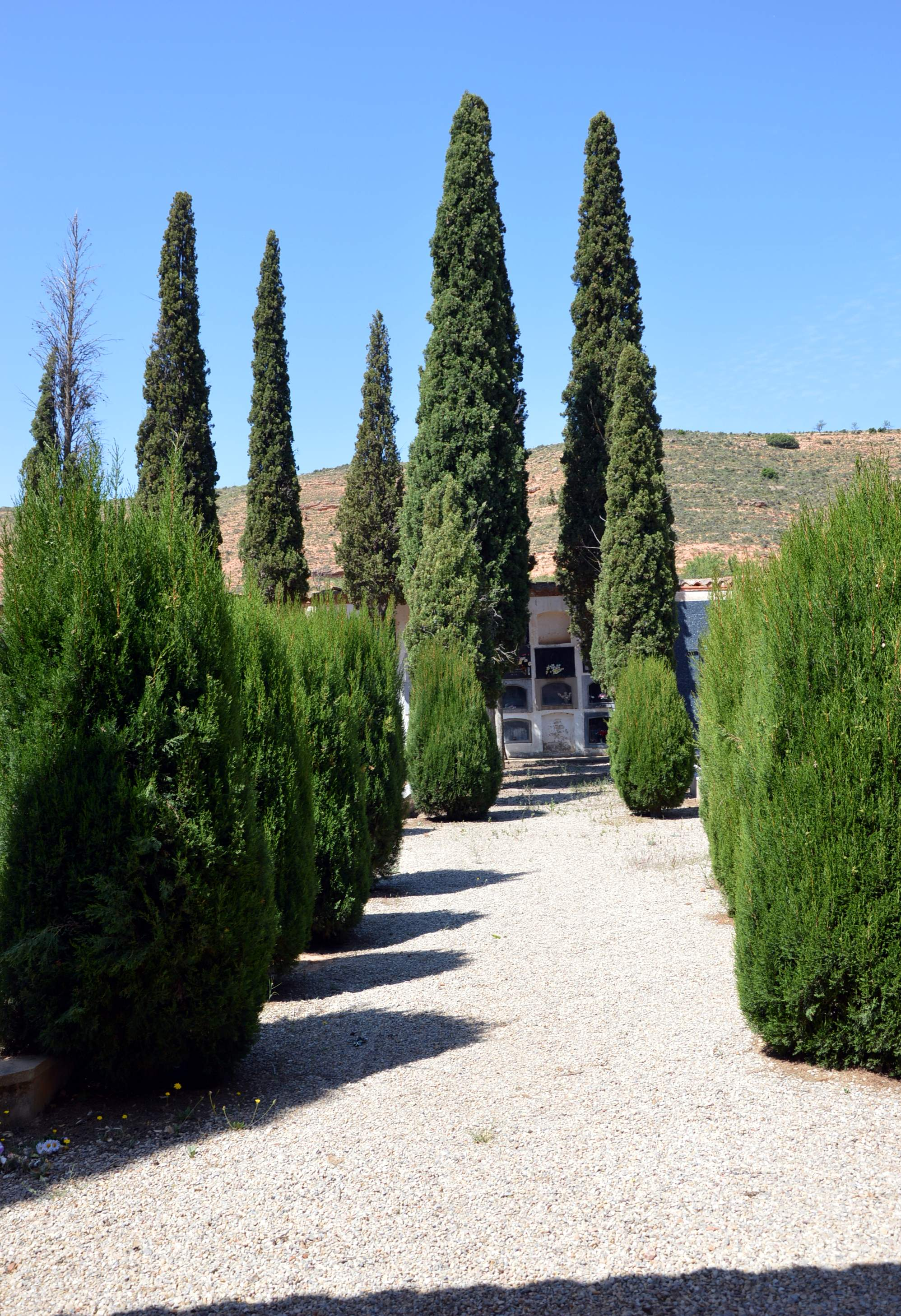
Vista interior del cementerio municipal de Torrebaja, con detalle de cipreses en el pasillo central (2016).
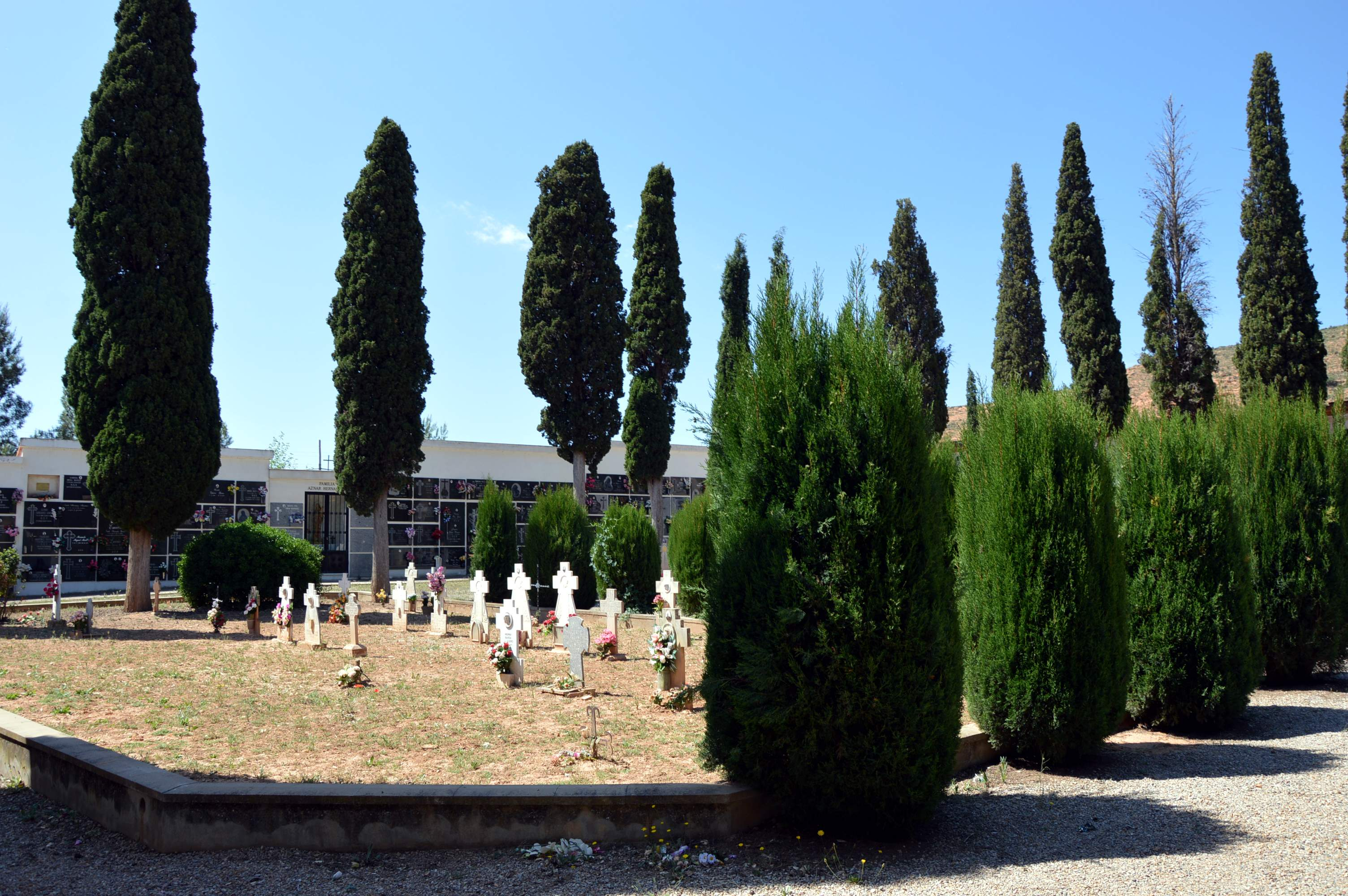
Vista interior del cementerio municipal de Torrebaja, con detalle de cipreses y señalizaciones en tierra (2016).
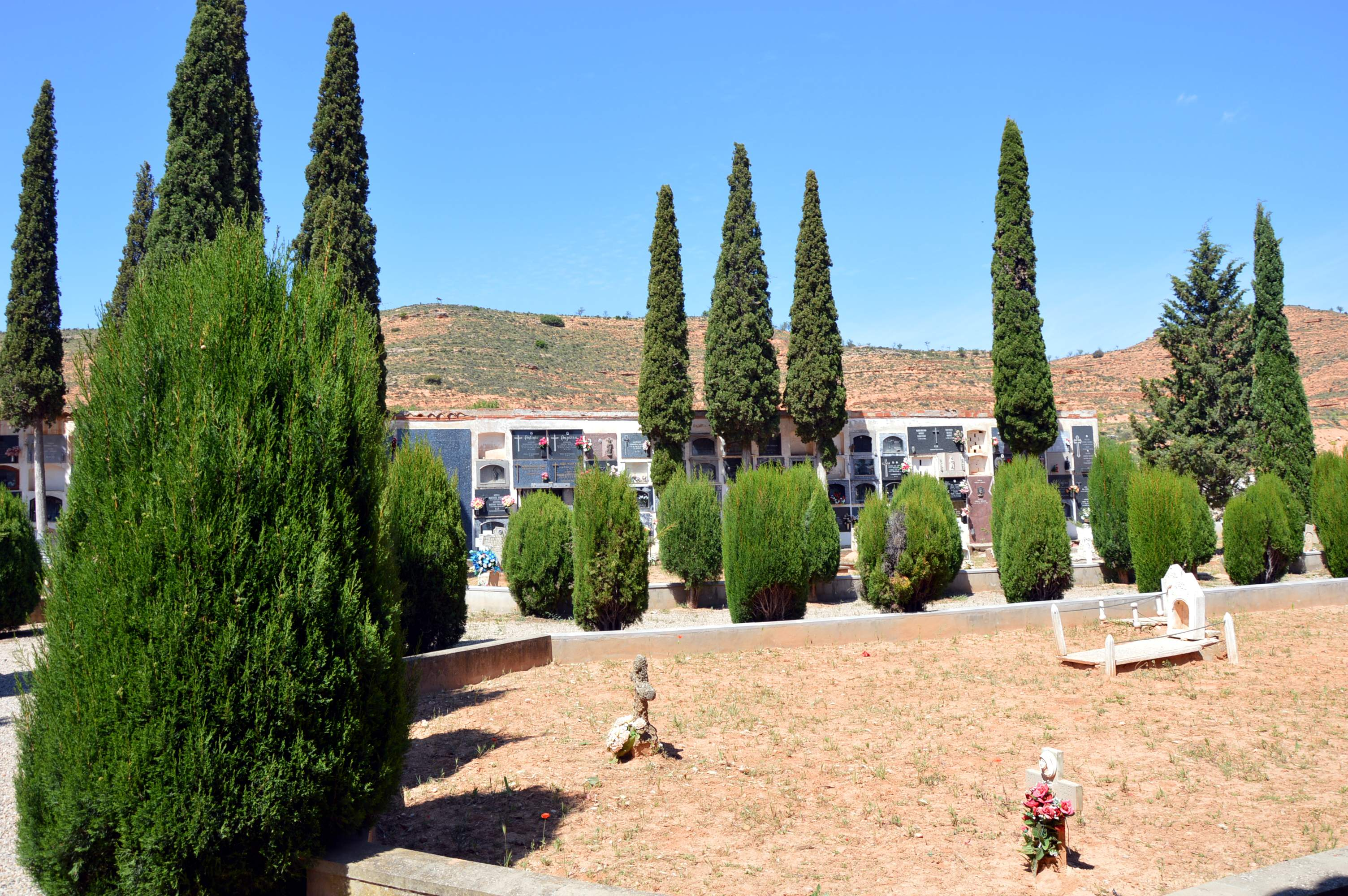
Vista interior del cementerio municipal de Torrebaja, con detalle de cipreses y señalizaciones en tierra (2016).
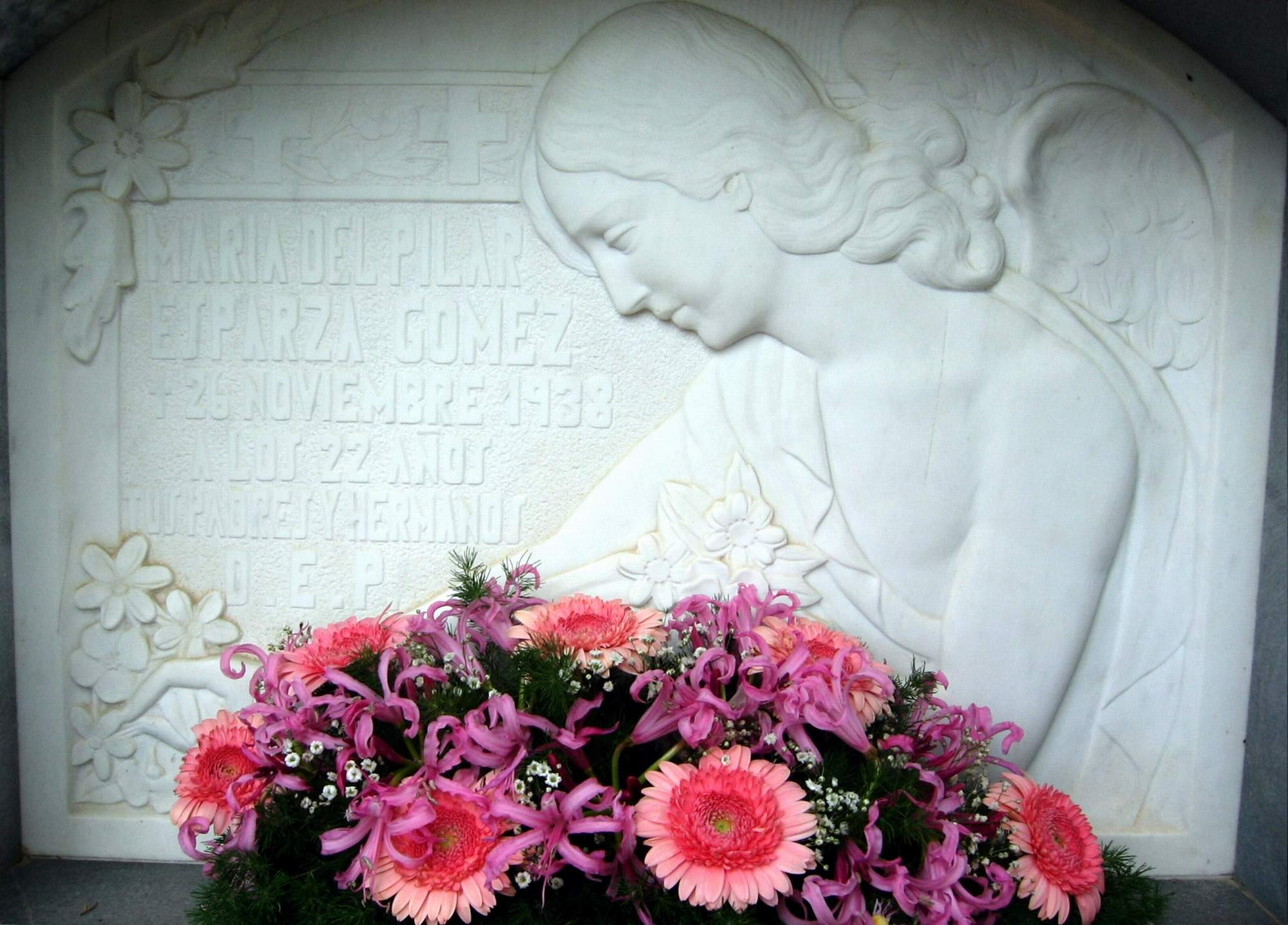
Detalle de lápida de nicho en el cementerio municipal de Torrebaja, correspondiente a Pilar Esparza Gómez, de 22 años, fallecida en el Bombardeo de Torrebaja del 26 de noviembre de 1938 (2009).
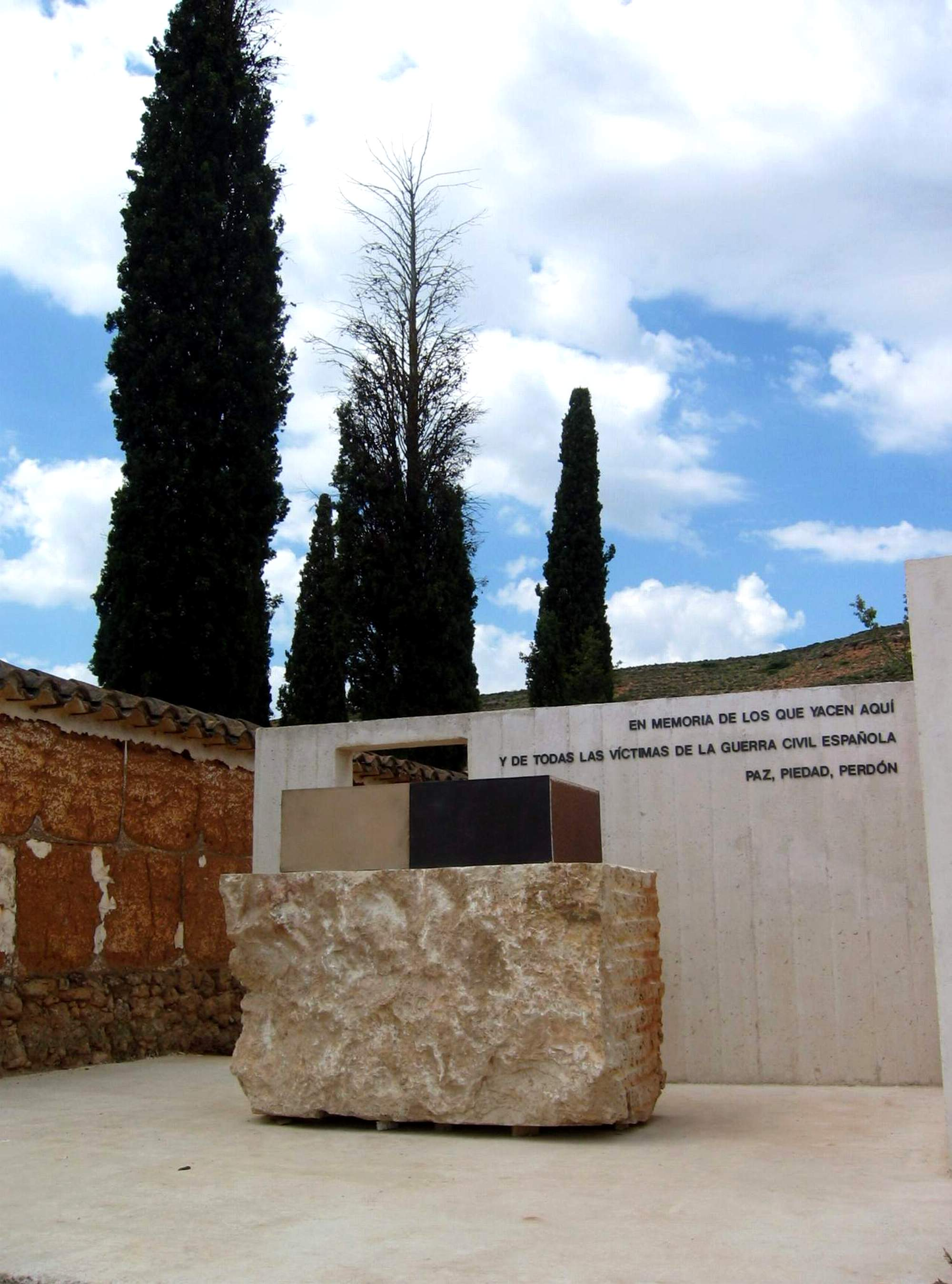
Detalle del monumento "In memoriam" de los fallecidos durante la Guerra Civil Española (1936-39) e inhumados en el cementerio municipal de Torrebaja, en su primitivo emplazamiento (2009).
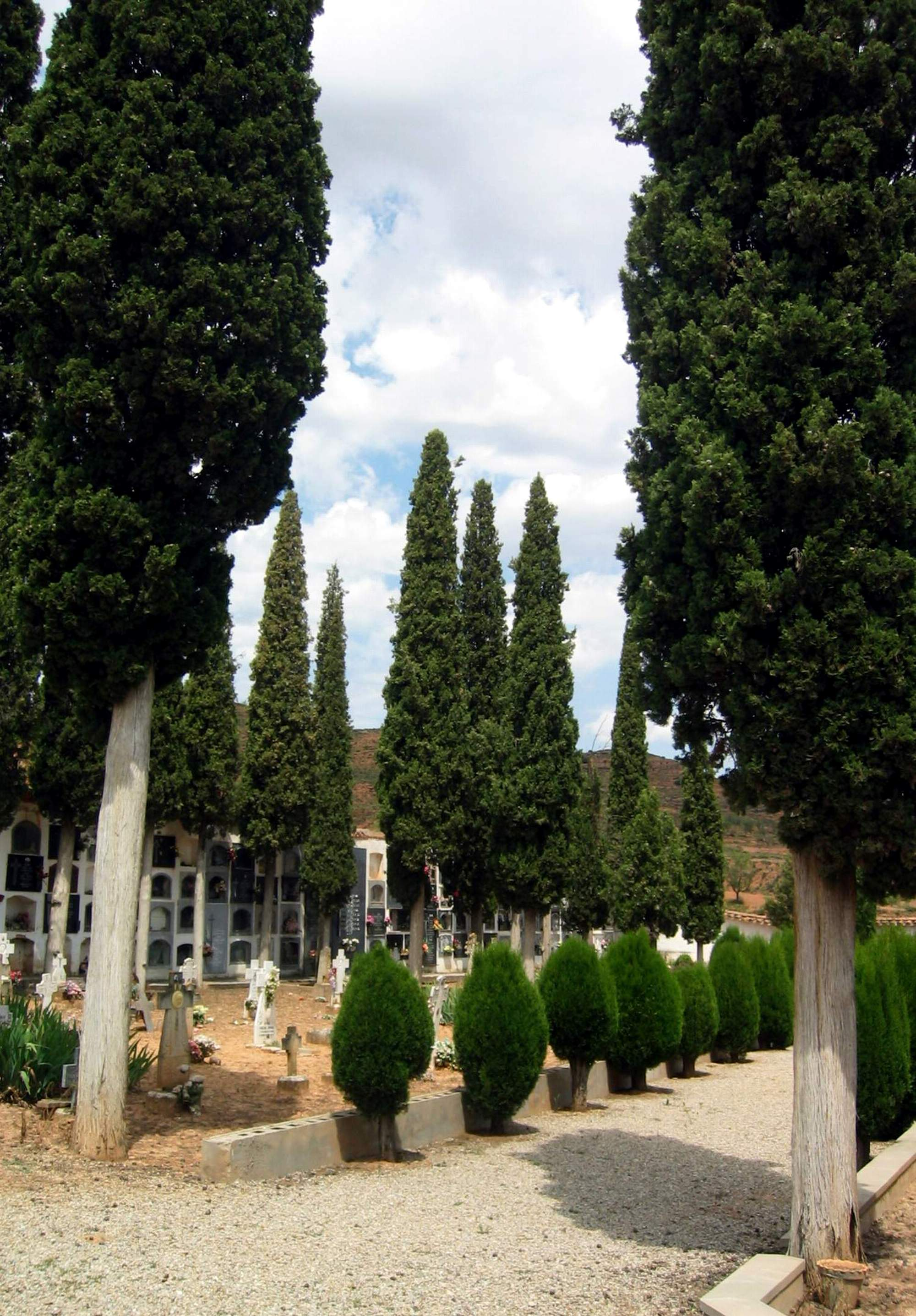
Vista interior del cementerio municipal de Torrebaja, con detalle de cipreses y señalizaciones en tierra (2009).